# Juraj Žilkay
Juraj Žilkay (* 29. září 1963) je bývalý slovenský fotbalista.

## Fotbalová kariéra
Hrál za Inter Bratislava. V československé lize nastoupil ve 4 utkáních.

## Ligová bilance
| Ročník                                   | Zápasy | Góly | Klub             |
| ---------------------------------------- | ------ | ---- | ---------------- |
| 1. československá fotbalová liga 1985/86 | 4      | 0    | Inter Bratislava |
| CELKEM                                   | 4      | 0    |                  |